# Blackwell's
Pour les articles homonymes, voir Blackwell.
Blackwell's ou Blackwell UK est une chaîne de librairie britannique fondée par Benjamin Henry Blackwell en 1879 à Oxford.
Spécialisée à ses débuts dans la vente de livre universitaire, de cette société est issue Blackwell Publishing.

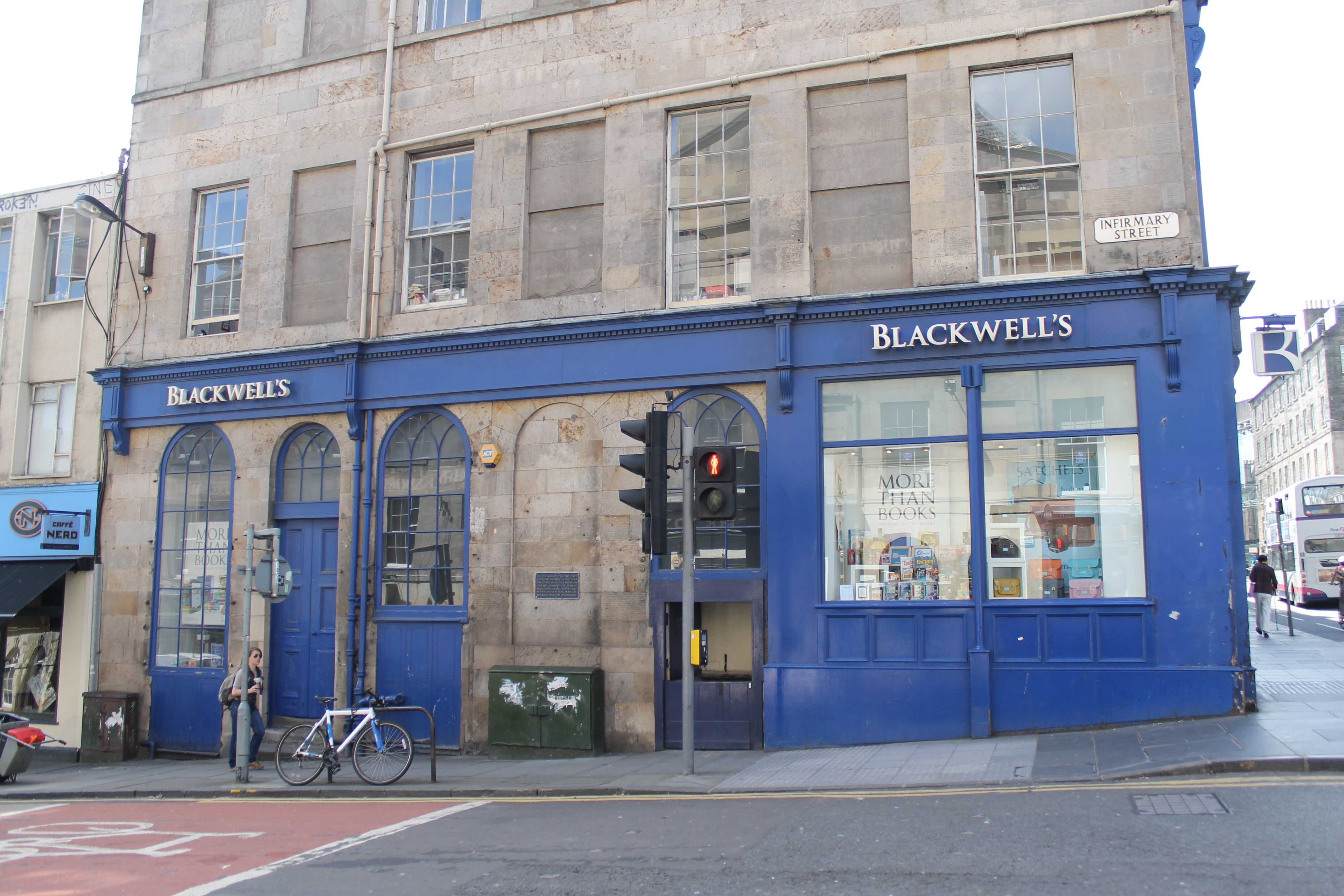

Détenue par la famille Blackwell depuis ses débuts, la librairie Blackwell’s était la plus grande librairie indépendante du Royaume-Uni jusqu’en 2022 où elle a été achetée par la compagnie Waterstones, qui a aussi récemment acheté Barnes and Noble (en 2019) et Foyles (en 2018). Blackwell’s comprend 18 succursales de vente de livres (en 2022).  Blackwell’s est basé à Oxford, en Angleterre où elle continuera d’opérer sous sa bannière malgré le changement de propriétaire.
Blackwell’s offre une présence en ligne avec son site internet et sur les médias sociaux où du contenu est régulièrement ajouté et mis à jour ; la compagnie est présente sur Facebook, Instagram et X (Twitter).
La libraire est régulièrement l’hôte de différents évènements reliés à la littérature et aux arts, comme par exemple, des rencontres d’auteurs ou des lectures de livres. Blackwell’s s’associe régulièrement à des universités pour promouvoir ses évènements,.

## Histoire

### Ses débuts
Benjamin Henry Blackwell a très tôt dans sa vie été en contact avec les livres. Son père, Benjamin Harris Blackwell, était bibliothécaire pour la ville d’Oxford, il était aussi très impliqué dans le Mouvement de la tempérance, qui, entre autres, encourageait l’apprentissage et la lecture. Après avoir travaillé comme apprenti auprès d’un libraire, Benjamin Henry Blackwell voulait également devenir bibliothécaire pour la ville de Cardiff, mais il n’a pas eu le poste. Il a donc décidé d’ouvrir son propre magasin.
La librairie débute officiellement ses activités en 1879 au 50 Broad Street à Oxford dans un petit local de 12 pieds. Au fil des ans, la famille Blackwell se portera acquéreur de l'adresse 51 en 1887, puis du numéro 49 en 1919 et finalement du 48 en 1939. Les numéros 48, 49, 50 et 51 Broad Street sont maintenant jumelés pour former le magasin principal qui contient environ 125 000 livres. Cet établissement contient aussi au sous-sol la Salle Norrington: la plus grande salle de vente de livres au monde en 1967 selon le livre Guinness des records .
Le fil de Benjamin Henry Blackwell, Sir Basil Blackwell, rejoint la librairie de son père pour y travailler en 1913. Il avait auparavant fait des études au Merton College d’Oxford et travaillé plusieurs années aux presses de l’Université d’Oxford. Fort de ses années d’expérience et d’études, Sir Basil Blackwell a fait grossir l’entreprise familiale à l’international, jusqu’à devenir l’une des plus grosses libraires au monde, et il a même été adoubé chevalier par la reine Élizabeth II pour son travail exceptionnel de libraire.

### Son expansion
En 1929, la compagnie prend de l’expansion au-delà d’Oxford en achetant Georges Bookshop à Bristol ,.

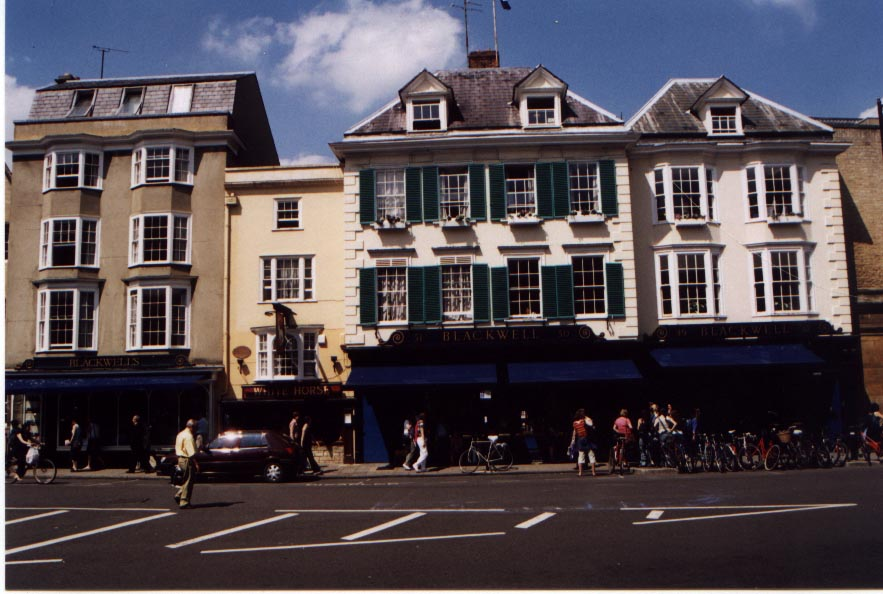
Façade de la succursale principale à Oxford

En 1984, l’entreprise Blackwell’s contient plus de 60 compagnies impliquées dans l’impression, la publication et la distribution de livres et de périodiques, dont plus de 50 librairies en Europe. La branche nord-américaine est également tête de file dans les domaines de la vente de livres et des publications scientifiques.
En 1999, Blackwell’s acquiert Heffer’s, un concurrent libraire de Cambridge qui possède 9 magasins. Au moment de l’achat de Heffer’s, Blackwell’s possède 80 magasins, emploie plus de 3000 employés et fait un chiffre d’affaires de 430 millions de livres sterling par année.
En 2002, Blackwell’s achète Thin à Édimbourg.
En 2004, Blackwell’s éprouve des difficultés financières en raison de la monté des ventes sur les sites comme Amazon. Ils engagent la firme BDO Stoy Hayward et envisagent de vendre quelques magasins.
En 2008, Blackwell’s annonce l’arrivée de la Espresso Book machine, une machine qui imprime sur demande. Le 24 avril 2009, la machine est révélée au public à la succursale de Londres sur la rue Charing Cross. Environ 500 000 livres seront disponibles pour impression pour le public, dont une copie du manuscrit original des Aventures d'Alice au pays des merveilles de Lewis Carrolls.
En 2018, les ventes de Blackwell’s ont monté de 17%, un grand succès face au succès d’Amazon selon David Prescott, le chef-exécutif. La compagnie a investi beaucoup dans son site internet en 2017 et cela a contribué à une hausse de 200% dans la vente de livres.

### Dispute familiale
En 2002, la famille Blackwell’s est impliquée dans une grande dispute familiale de style « Dynasty ». La situation est très complexe, mais peut se résumer ainsi : une partie de la famille souhaitait vendre la branche des publications de la compagnie et l’autre partie ne voulait pas s’en défaire. Cela a causé une chute des actions, pour le plus grand malheur de ceux qui souhaitaient vendre. Il faudra attendre 2006 pour voir la résolution du conflit. La branche de Blackwell’s qui s’occupe de la publication sera finalement vendu à John Wiley & Sons pour 572 millions de livres sterling.

### Controverse
En 2023, la communauté juive dénonce Blackwell's qui a mis dans sa liste de livres intéressants un livre antisémite : Les Protocoles des Sages de Sion. Après des centaines de plaintes sur Internet, Blackwell's retire le livre de son site, expliquant que ce n'est pas la vision de la compagnie et que l'ajout est automatique,.

### Vente
En 2022, la compagnie Blackwell’s est achetée par Waterstones et cela cause quelques critiques.

## Auteurs notoires publiés par Blackwell's
- Graham Greene
- J. R. R Tolkien
- Enid Blyton
- W. H. Auden

## Mentions dans des œuvres
- Dans le poème Shopping in Oxford de John Masefield :

Half England’s scholars nibble books or browse,
Where’er they wander blessed fortune theirs;
Books to the ceiling, other books upstairs;
Books, doubtless, in the cellar, and behind

Romantic bays, where iron ladders wind.
- Dans le livre A discovery of witches de Deborah Harkness.